# Fasm
Fasm (стилизовано fasm под минускул; сокр. от flat assembler) — свободно распространяемый многопроходной ассемблер, написанный Томашем Грыштаром (пол. Tomasz Grysztar). Ассемблер fasm самодостаточен, изначально компилировался TASM-ом и стал способен собираться из собственных исходных кодов начиная с 4 мая 1999 в версии 0.90. Также fasm обладает небольшими размерами и очень высокой скоростью компиляции, имеет богатый и ёмкий макро-синтаксис, позволяющий автоматизировать множество рутинных задач. Поддерживаются как объектные форматы, так и форматы исполняемых файлов. Это позволяет в большинстве случаев обойтись без компоновщика. В остальных случаях нужно использовать сторонние компоновщики, поскольку таковой вместе с fasm не распространяется.
Помимо базового набора инструкций процессора и сопроцессора[каких?], fasm поддерживает наборы инструкций MMX, SSE, SSE2, SSE3, SSSE3, SSE4.1, SSE4.2, SSE4a, AVX, AVX-2, AVX-512, 3DNow!, дополнительные расширения AES, CLMUL, FMA, FMA4, XOP, а также EM64T и AMD64 (включая AMD SVM и Intel SMX).
Все вариации fasm непосредственно могут создавать выходные файлы в следующих, предустановленных в ассемблер, форматах: объектные файлы (стандартно для большинства ассемблеров): Executable and Linkable Format (ELF) или Common Object File Format (COFF, классический или в спецификации Microsoft), исполняемые файлы (не требует дополнительных компоновщиков): MZ, ELF или Portable Executable (PE) (WDM драйвера включительно, с возможностью настройки MZ DOS stub). Для генерации файлов в формате, отличном от предустановленных, есть формат бинарный файл, дающий программисту полный контроль за каждым байтом выходного файла, однако всю структуру, содержание и взаимосвязи такого файла программисту придётся описывать непосредственно.
В качестве родной целевой архитектуры используются архитектуры IA32 и x86-64. Присутствует неофициальное дополнение FASMARM, в котором родные целевые архитектуры ARM и ARM64. Реализация целевых архитектур, отличных от родной, аналогична подобной реализации на любом другом ассемблере - для этих целей используются макрокоманды и директивы определения данных.

## История
Проект был начат в 1999 году Томашом Грыштаром (пол. Tomasz Grysztar), который на тот момент был студентом. Его исходный код был полностью написан на языке ассемблера TASM. Начиная с версии 0.90 (4 мая 1999) ассемблер fasm стал самодостаточен(его исходный код был адаптирован под родной диалект и собирался самим ассемблером fasm). В марте 2000 года fasm был опубликован в сети Интернет.
Изначально fasm запускался только из 16-разрядного плоского реального режима. Затем была добавлена поддержка 32-разрядности и в дополнение к ней поддержка DPMI. Исходный код был переписан таким образом, чтобы его легко можно было портировать под любую x86 операционную систему, поддерживающую 32-битную адресацию. Он был портирован на Windows, затем на Linux.

## Принципы
- fasm стремится использовать минимально возможный набор директив препроцессора, т. е. в предустановленном наборе директив не допускается внедрение новых директив, функциональность которых может быть достигнута имеющимся набором директив. Исключение — исторически сложившиеся взаимозаменяемые директивы.

- fasm — многопроходный ассемблер с оптимистическим предсказанием, т. е. на первом же проходе ассемблер делает предположение, что все инструкции принимают свою минимально возможную по размеру форму. Многопроходность также позволяет неограниченно использовать выражения до их объявления.

- fasm не включает в выходной файл объявления не используемых процедур (реализовано посредством макрокоманд).

Содержимое выходного файла зависит только от содержания исходного кода и не зависит от окружения операционной системы или от параметров переданных в командной строке. Для тех кому данный принцип был неудобен для win32 была разработана обёртка «FA», позволяющая подключить к файлу другой файл не непосредственно в коде, а через командную строку.
Исходный код для fasm может собираться сразу в исполняемый файл, минуя стадии создания промежуточных объектных файлов и их компоновки.

## Процесс компиляции
Компиляция программы в fasm состоит из трёх стадий: препроцессирование, синтаксический анализ и ассемблирование.

### Препроцессирование
Первая стадия (препроцессинг) выполняется в 1 проход, вначале исходный текст токенизируется, затем в нём распознаются и обрабатываются все директивы процессора, раскрываются все макросы и все символические константы. Поскольку дополнительных проходов этой стадией не предусмотрено, любой элемент языка, обрабатываемый на этой стадии, должен быть вначале объявлен, и только затем он может быть использован.

### Синтаксический анализ
Вторая стадия, на этой стадии происходит дополнительная классификация токенов (т.к. даже типы токенов и требования к ним на стадиях препроцессирования и ассемблирования немного разные), для некоторых токенов создаются дополнительные структуры свойств, которые впоследствии будут использоваться при ассемблировании.

### Ассемблирование
На стадии ассемблирования определяются адреса меток, обрабатываются условные директивы, раскрываются циклы и генерируется собственно программа.Стоит заметить, что fasm — многопроходной ассемблер, что позволяет ему делать некоторые оптимизации (например, генерировать короткий переход на метку вместо длинного). Во время прохода компилятор не всегда может вычислить выражение в условных директивах. В этом случае он делает какой-нибудь выбор и пытается скомпилировать дальше. Благодаря тому, что адреса меток, вычисленные на N-м проходе, используются на N+1-м проходе, этот процесс обычно сходится.

## Формат записи инструкций
Используется Intel-синтаксис записи инструкций.
Единственное существенное отличие от формата, принятого в других ассемблерах (MASM, TASM в режиме совместимости с MASM) — значение ячейки памяти всегда записывается как [label_name], а просто label_name означает адрес (то есть порядковый номер) ячейки. Это позволяет обходиться без ключевого слова offset. Также в fasm при переопределении размера операнда вместо byte ptr пишется просто byte, вместо word ptr — word и т. д. Не позволяется использовать несколько квадратных скобок в одном операнде — таким образом, вместо [bx][si] необходимо писать [bx+si]. Эти изменения синтаксиса привели к более унифицированному и лёгкому для чтения коду.

## Пример программы
Пример Windows-программы «Hello, world!», которая выводит это сообщение с помощью функции MessageBox и завершается:
```
         
format
  
pe
 
gui
 
4
.0

         
entry
   
start

         
include
 
'
win32a.inc
'

 
start:

         
invoke
  
MessageBox
,
NULL
,
message
,
message
,
MB_OK

         
invoke
  
ExitProcess
,
0

 
message
 
db
 
'
Hello
,
 
World
!
'
,
0

         
data
    
import

         
library
 
kernel32
,
'
kernel32.dll
'
,
\

                 
user32
,
'
user32.dll
'

         
include
 
'
api
/
kernel32.inc
'

         
include
 
'
api
/
user32.inc
'

         
end
     
data

```

```
         
include
 
'
win32ax.inc
'

 
.code

 
main:

         
invoke
  
MessageBox
,
NULL
,
'
Hello
,
 
World
!
'
,
'
fasm
 
message
 
box
:
'
,
MB_OK

         
invoke
  
ExitProcess
,
0

 
.end
 
main

```

Усложнённый вариант, с уточнением секций в PE-файле:
```
         
format
  
pe
 
gui

         
entry
   
start

         
include
 
'
win32a.inc
'

 
section
 
'
.data
'
 
data
 
readable
 
writeable

 
message
 
db
      
'
Hello
,
 
World
!
'
,
0

 
section
 
'
.code
'
 
code
 
readable
 
executable

 
start:

         
invoke
  
MessageBox
,
NULL
,
message
,
message
,
MB_OK

         
invoke
  
ExitProcess
,
0

 
section
 
'
.idata
'
 
import
 
data
 
readable
 
writeable

         
library
 
kernel32
,
'
kernel32.dll
'
,
\

                 
user32
,
'
user32.dll
'

         
import
  
kernel32
,
\

                 
ExitProcess
,
'
ExitProcess
'

         
import
  
user32
,
\

                 
MessageBox
,
'
MessageBoxA
'

```

Пример простой консольной программы в формате .COM:
```
        
org
      
100
h

        
mov
      
ah
,
9
h

        
mov
      
dx
,
hello

        
int
      
21
h

        
mov
      
ah
,
8
h

        
int
      
21
h

        
int
      
20
h

 
hello
  
db
       
13
,
10
,
"
Hello
,
 
World
!
$
"

```

Пример простой программы в формате ELF:
```
format
 
ELF
 
executable
 
3

entry
 
start

segment
 
readable
 
executable

start:

        
mov
     
eax
,
4

        
mov
     
ebx
,
1

        
mov
     
ecx
,
msg

        
mov
     
edx
,
msg_size

        
int
     
0x80

        
mov
     
eax
,
1

        
xor
     
ebx
,
ebx

        
int
     
0x80

segment
 
readable
 
writeable

msg
 
db
 
'
Hello
 
world
!
'
,
0xA

msg_size
 
=
 
$-msg

```

## Формат выходных файлов
С помощью директивы format можно указать следующие форматы выходных файлов:
- MZ — исполняемые файлы DOS.
- PE — исполняемые файлы Windows (консольные, графические приложения и динамические библиотеки).
  - PE64 — исполняемые файлы 64-битных версий Windows.
- COFF, MS COFF, MS64 COFF, ELF, ELF64 — объектные файлы.
- ELF executable, ELF64 executable — исполняемые файлы в Unix-подобных системах.
- ARM — разработка энтузиастов [6].
- Binary — файлы произвольной структуры. Указав смещение 100h (org 100h), можно получить исполняемый файл формата .COM. Также с помощью format binary можно компилировать файлы данных[7].

## Операционные системы
- DOS;
- Windows: NT, XP, Vista, 7;
- Основанные на Linux — напрямую, через системные вызовы;
- FreeBSD;
- Другие, основанные на libc (Unix-подобные);
- MenuetOS, KolibriOS — не поставляется в стандартном пакете fasm, поставляется вместе с этими операционными системами.

## Применение
Операционные системы, написанные на fasm:
- DexOS — автор Ville Turijanmaa
- MenuetOS — 32- и 64-битные графические операционные системы, автор Ville Turijanmaa
  - KolibriOS — форк MenuetOS

Компиляторы, использующие fasm как бекэнд ассемблер:
- PureBasic
- High Level Assembly (HLA)
- BlitzMax

IDE, основанное на fasm:
- Fresh — проект, поддерживаемый  интернет сообществом, основанный John Found

## Поддержка fasm в сторонних программных продуктах
Файл поддержки синтаксиса fasm поставляется вместе с базовым пакетом Vim.
Использование fasm поддерживают многие специализированные IDE, такие как RadASM, WinAsm Studio, Fresh (специально спроектированный под fasm) и т. д.